# Perapion ilvense
Perapion ilvense é uma espécie de insetos coleópteros polífagos pertencente à família Apionidae.
A autoridade científica da espécie é Wagner, tendo sido descrita no ano de 1905.
Trata-se de uma espécie presente no território português.